# Fara kostela svatého Norberta (Střešovice)
Fara kostela svatého Norberta je novorenesanční dvoupatrová stavba čp. 49 v Praze 6 Střešovicích, na nároží ulic Sibeliovy (orientační číslo 2) a Farní (orientační číslo 1). Od 15. prosince 1995 je tato budova s přístavkem, ohradní zdí a zahradou chráněna jako nemovitá kulturní památka.

## Historie
Budovu fary dal postavit Strahovský klášter prostřednictvím tehdejšího duchovního správce Erasma Marčana v letech 1889-1891 na svém pozemku na samotě Andělka jako sídlo pro faráře své kaple Panny Marie Andělské a pozdějšího kostela sv. Norberta a správu svého panství. Klášter byl v té době nejbohatší pozemkový vlastník obce Střešovice politického okresu Smíchovského odváděl roční daň 725 zlatých. Základy se začaly hloubit 11. listopadu 1889, hotová stavba byla slavnostně vysvěcena 6. října 1890.
V letech 1950–1988 využíval Okresní podnik bytového hospodářství Prahy 6 větší část objektu jako státní byty. Fara slouží svému původnímu účelu dosud, kromě toho v ní bydlí nájemníci.

## Popis
Dvoupatrová jednotraktová stavba s přístavkem byla postavena roku 1891 v novorenesančním slohu v zahradě obehnané zdí. Její průčelí se obrací na sever do Sibeliovy ulice, je řešeno jako asymetrické, pětiosé, členěné trojosým rizalitem, antikizující portál hlavního vchodu má trojboký tympanon nesený dvojicí toskánských sloupů. Boční vchod z Farní ulice a zahradní přístavba byly provedeny v letech 1940–1941, přístavba garáže po roce 1990.
- Dvojice štukových erbů jsou umístěny na fasádě po stranách hlavního vchodu. Je to znak strahovského kláštera řádu premonstrátů a zároveň generálního opata řádu premonstrátů a zemského preláta Zikmunda Antonína Starého, který se zasloužil o stavbu a financování kostela i fary u sv. Norberta. V srdečním štítku čtvrceného znaku je český lev, v 1. a 3. poli čtvrceného znaku lilie mateřského opatství v Prémontré, v klenotu česká královská koruna mezi opatskou mitrou a berlou, nad nimi polofigura patrona řádu sv. Norberta s monstrancí v ruce.
- Boží muka stála před vstupní brankou: litinový kříž s plastikou ukřižovaného Krista z konce 19. století, ulomen (uloupen) před rokem 2010, zbyla spodní část s reliéfními postavami truchlící Panny Marie, Jana Evangelisty a Marie Magdalény.

## Faráři
Prvním zdejším farářem  byl v letech 1887–1890 Norbert Horáček, expozita ze Strahova, který na faře bydlel krátce po svém penzionování v letech 1890–1891. Z následujících farářů se zde připomínají: Erasmus Marčan (1891–1907), Tomáš Trykar (1908–1941), Arnošt Voves (*1889, u sv. Norberta od roku 1941), Alois Peterka (administrátor), Norbert Štulík (administrátor), Marian Augustin Haas (výpomoc), Jindřich Neubauer (výpomoc), PhDr. Jaroslav Zrzavý (1924–2002) a další.

## Galerie

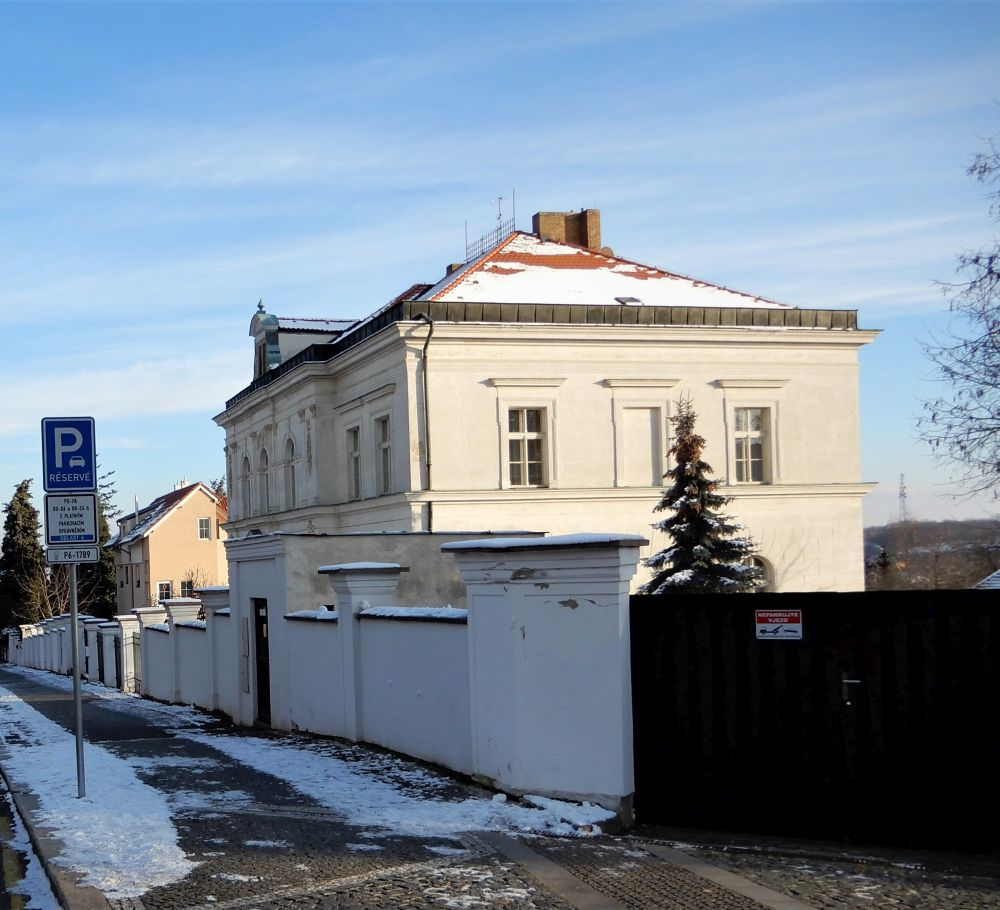
Fara od západu
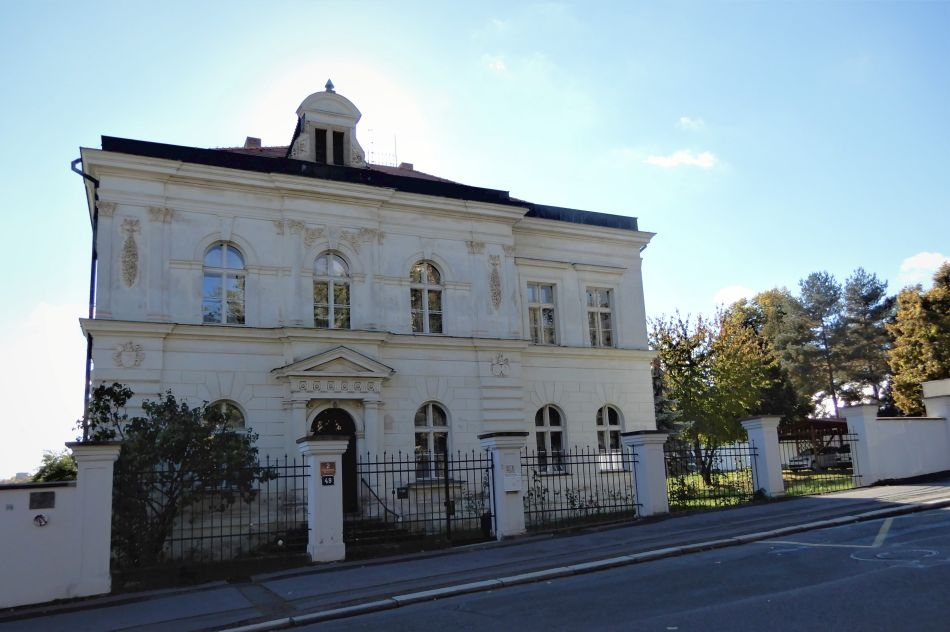
Fara od severu
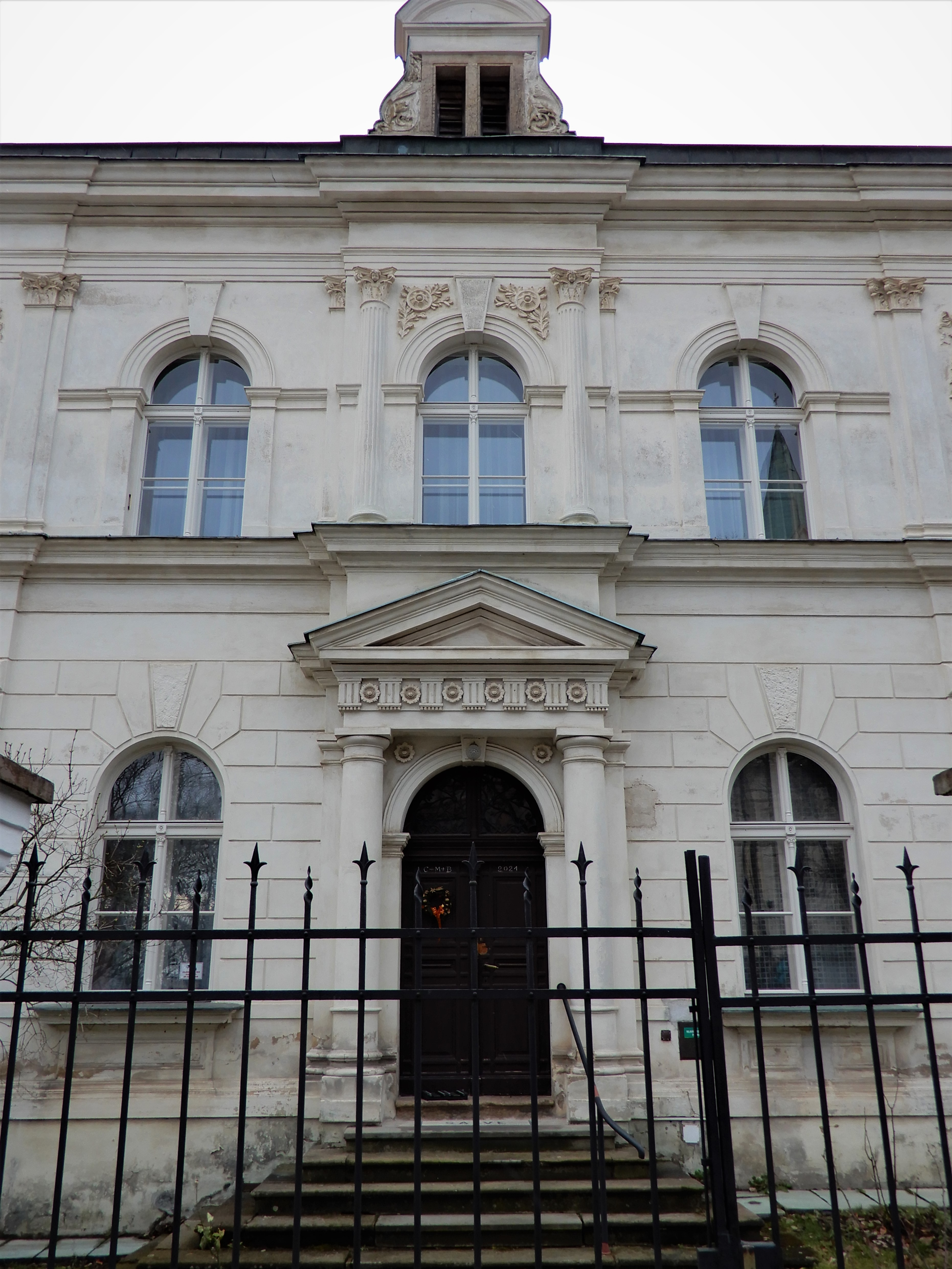
Průčelí
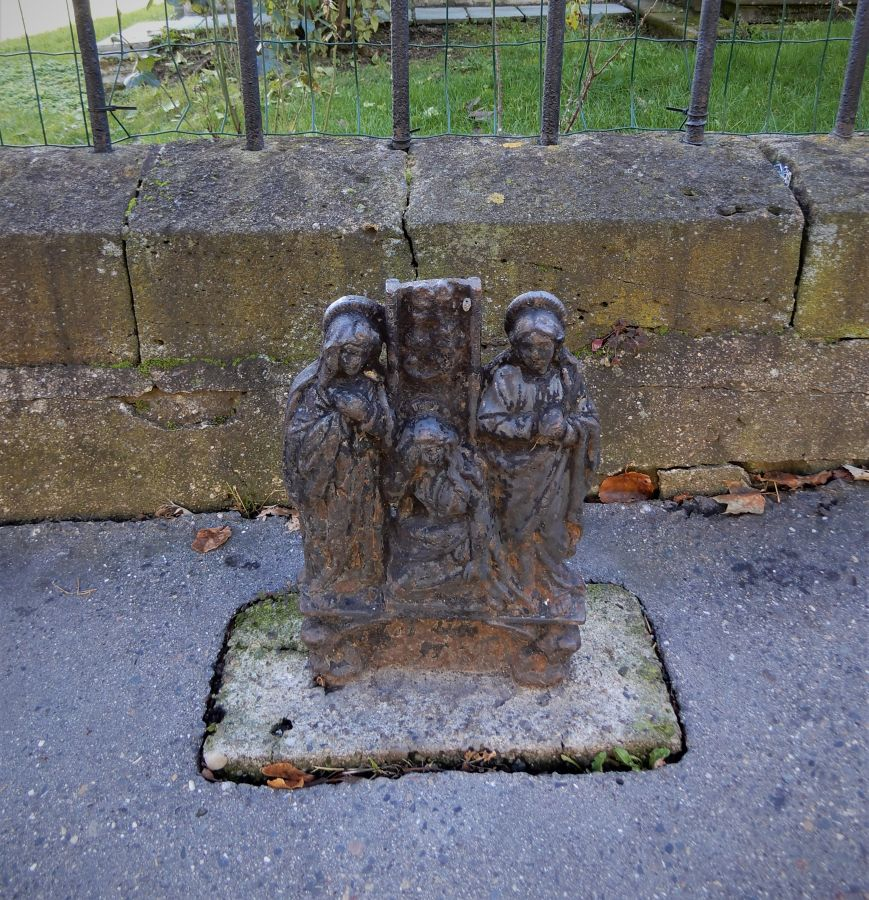
Torzo Božích muk před farou
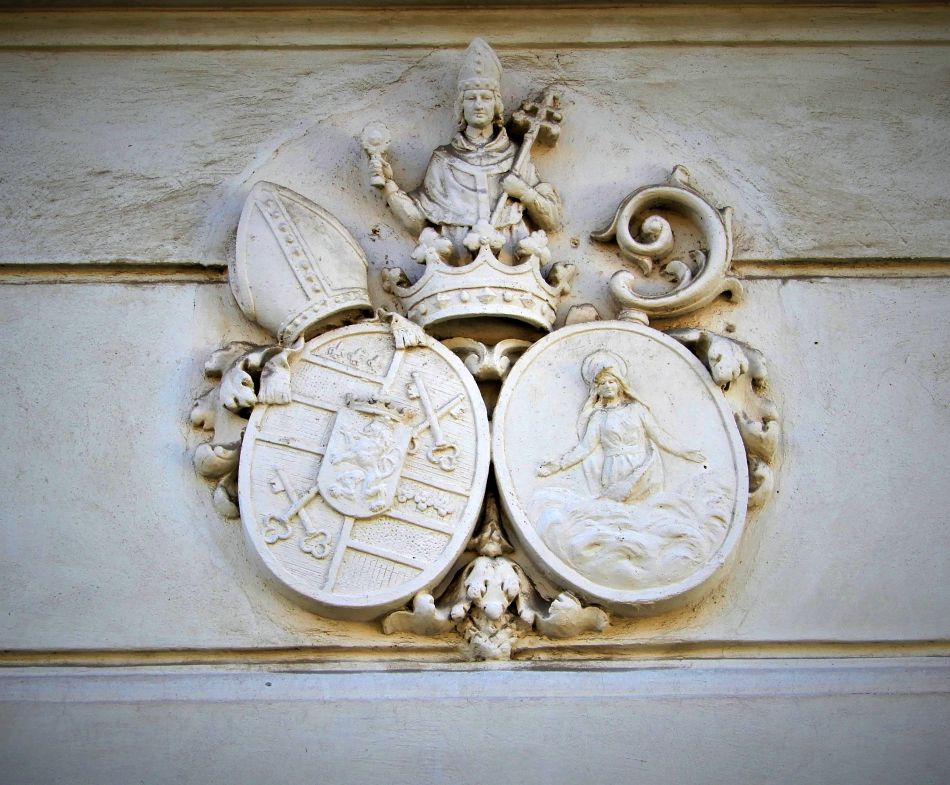
Alianční znak strahovských premonstrátů a Panny Marie andělské
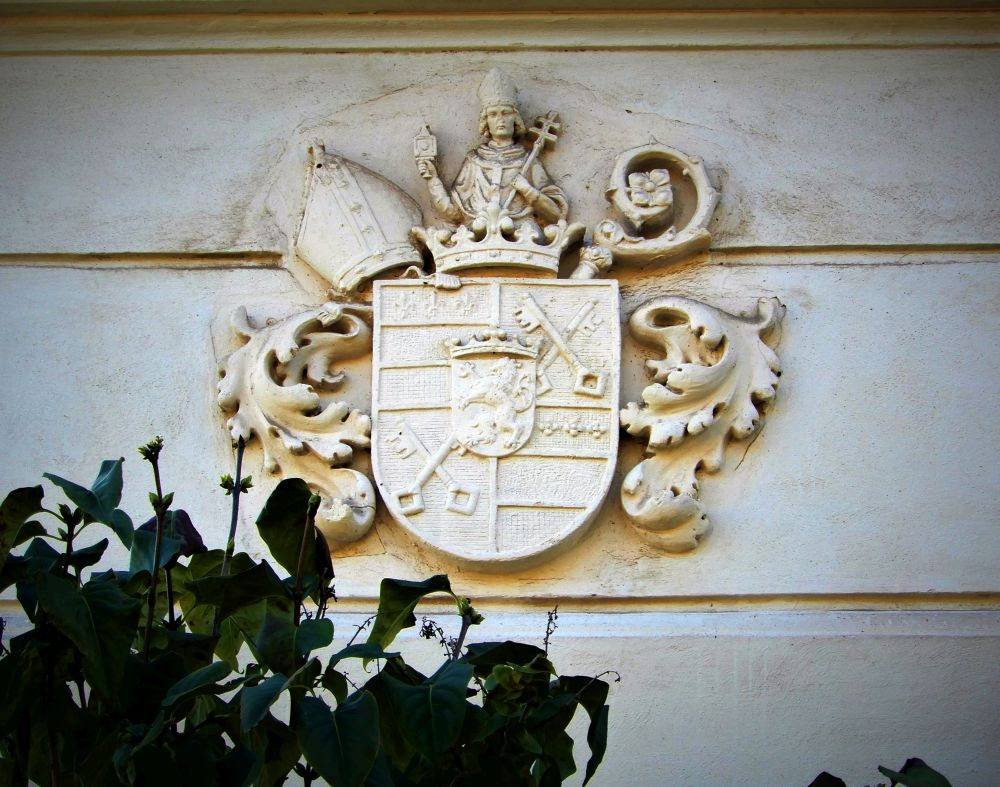
Znak strahovského opata premonstrátů

#### Prameny
- RŮČKOVÁ, Markéta: Farní úřad u sv. Norberta, Praha 6 - Střešovice, inventář sign. NAD č.1151; Archiv hl. m. Prahy, Praha 2012

#### Sekundární literatura
- WUNSCH, Rudolf: Okres Smíchovský a jeho správa. Rukojeť ku zvláštní potřebě našich hodnostářů okresních. Praha 1879, s. 20, s. 72.
- HANSL, František: Smíchovsko a Zbraslavsko, Praha 1899, s. 392.
- HOLUB, Jan Bonifác: Odkryté poklady : paměti děje- a místopisné vikariatního obvodu Libockého v okresu Smíchovském. Praha : Rohlíček a Sievers, 1893, s. 67.
- PODLAHA, Antonín. Posvátná místa království českého : Dějiny a popsání chrámů, kaplí, posvátných soch, klášterů i jiných pomníků katol. víry a nábožnosti v království Českém : díl 5.. Praha: Dědictví sv. Jana Nepomuckého, 1911. Dostupné online. Kapitola Kostel sv. Norberta, s. 6.
- PRIX, Dalibor a kolektiv: Umělecké památky Prahy, Velká Praha 3, N-Ž. Academia Praha 2017, s. 635–636, ISBN 978-80-200-2469-5.